# Karl Kotratschek

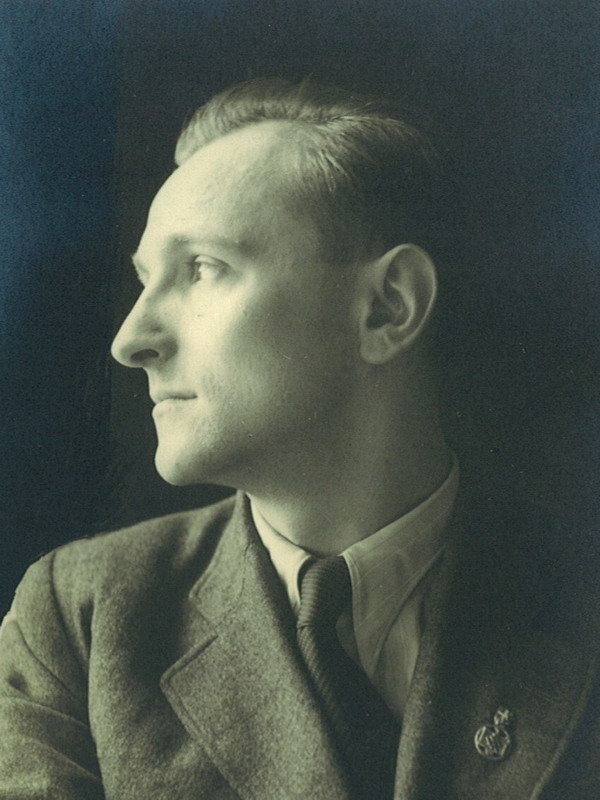
Karl Kotratschek

Karl Kotratschek (* 24. Oktober 1914 in Wien; † 4. Juli 1941) war ein österreichischer Leichtathlet. Er war mehrfacher österreichischer sowie deutscher Meister in Weitsprung und Dreisprung.

## Leben

### Karriere
Karl Kotratschek war als Aktiver 1,84 m groß und wog 73 kg.
Dreisprung
1935 wurde Kotratschek, für Prag startend, mit einer Weite von 14,09 m erstmals österreichischer Meister im Dreisprung. Ab dem Folgejahr startete er für ÖJK Wien; 1936 und 1937 konnte er seinen Titel mit einer Weite von 14,11 m bzw. 14,09 m jeweils verteidigen. Bei den Olympischen Spielen 1936 in Berlin landete er mit einer Weite von 13,15 m auf Platz 23. Bei den Leichtathletik-Europameisterschaften 1938 gewann er mit einer Weite von 14,73 m die Bronzemedaille. Im selben Jahr wurde er, wenige Monate nach dem Anschluss Österreichs, mit einer Weite von 14,82 m deutscher Meister.
Im Dreisprung stellte Kotratschek vier österreichische Rekorde auf. Sein Bestweite von 15,28 m, die ihm am 19. Juli 1938 in Berlin gelang, wurde erst 1974 von Helmut Matzner übertroffen. Diese Weite war gleichzeitig jahrelang deutscher Rekord und wurde in dieser Form erst 1955 von Theo Strohschnieder übertroffen.
Weitsprung
Im Weitsprung wurde Kotratschek 1937 mit einer Weite von 6,90 m und 1938 mit einer Weite von 6,84 m jeweils österreichischer Meister.

### Persönliches
In seinem Wohnort Eichgraben in Niederösterreich hatte sich Kotratschek an seinem Grundstück in der Nagelbergstraße eine bergaufführende Aschenbahn für das Training angelegt.
Im Zweiten Weltkrieg nahm er als Angehöriger der deutschen Wehrmacht an den Kampfhandlungen auf dem nordafrikanischen Kriegsschauplatz teil. Dort fiel er am 4. Juli 1941.